# Cantone di Blain
Il Cantone di Blain è una divisione amministrativa dell'arrondissement di Châteaubriant.
A seguito della riforma approvata con decreto del 25 febbraio 2014, che ha avuto attuazione dopo le elezioni dipartimentali del 2015, è passato da 5 a 14 comuni.

## Composizione
I 5 comuni facenti parte prima della riforma del 2014 erano:
- Blain
- Bouvron
- Fay-de-Bretagne
- Le Gâvre
- Notre-Dame-des-Landes

Dal 2015 i comuni appartenenti al cantone sono i seguenti 14:
- Blain
- Bouée
- Bouvron
- Campbon
- La Chapelle-Launay
- Cordemais
- Le Gâvre
- Lavau-sur-Loire
- Malville
- Prinquiau
- Quilly
- Saint-Étienne-de-Montluc
- Savenay
- Le Temple-de-Bretagne